# 해학로
해학로(Haehak-ro)는 전북특별자치도 김제시 죽산면 죽산삼거리에서 김제시 성덕면 만졍삼거리를 잇는 도로이다.

## 주요 경유지
전북특별자치도
- 김제시 (죽산면 . 성덕면)

## 노선
| 이름       | 접속 노선 | 소재지 | 소재지 | 비고 |
| ---------- | --------- | ------ | ------ | ---- |
| 죽산삼거리 | 죽산로    | 김제시 | 죽산면 |      |
| 수교       |           | 김제시 | 죽산면 |      |
|            | 성덕면    | 김제시 |        |      |
| 남포삼거리 | 지평선로  | 김제시 |        |      |
| 원미교     |           | 김제시 |        |      |
| 성덕사거리 | 대석로    | 김제시 |        |      |
| 가실사거리 | 진봉로    | 김제시 |        |      |
| 만경삼거리 | 만경로    | 김제시 |        |      |

## 주요 시설및 건물
- 김제즉산우체국 (해학로 20/죽산리 600-48)
- 알뜰 수교주유소 (해학로 380/대석리 218-22)
- S-OIL 지평선주유소 (해학로 791/가실리 4-6)